# Копильський районний краєзнавчий музей
Копильський районний краєзнавчий музей (біл. Капыльскі раённы краязнаўчы музей) — музей в місті Копиль, Мінська область, Білорусь. Він був створений рішенням Копильського районного виконавчого комітету 1 грудня 1978 року. Музей розташовується в будівлі колишньої шкіряної майстерні, в якому також починав працювати білоруський письменник та громадський діяч Дмитро Жилунович. Спочатку музей ділив будівлю разом із районним відділком статистики і займав 120 м², але після реконструкції 1997 року він знову відкрився для відвідувачів 14 травня 2000 року і з тих пір займав усю будівлю.
В 2000 році музей отримав грант Президента Республіки Білорусь на створення музейної експозиції. Музей двічі перемагав у номінації Мінського обласного виконавчого комітету «Музейна справа» (2004, 2009), а також отримував нагороду «Найкращий музей року».

## Музейний фонд
Основний фонд музею (станом на 2012 рік) складає 24 854 одиниць зберігання та 3 709 науково-допоміжних одиниць (на 2008 рік). Наразі площа експозиційних приміщень складає 195,8 м², виставкової зали — 47 м². До колекцій музею належать: археологічна (1277 одиниць), іконаписна (299 одиниць), народноткацька (225 одиниць), живописна (215 одиниць).
Експозиція музею розміщена в трьох залах і поділяється на два тематичні розділи: «Археологічна історія Копильщини з давніх часів до початку XIX ст.» та «Місто Копиль кінця ХІХ — початку XX ст.». У першому представлені знахідки з археологічних розкопок, які проходили в Копилі в 1996—1999, 2004 та 2007 роках. Серед них є єдині у Білорусі бджолині стільники XIII ст., хірургічний ніж XIII ст., навершя шолома XII—ХІІІ ст., арбалетний болт XVI ст., тощо. У другому залі представлена історія Копильського району в XX сторіччі. В третьому залі та коридорі проходять тимчасові виставки.

## Філіали музею
Музей має два філіали:
- Дом-музей Героя Білорусі Михайла Висоцького в агромістечку Семежава. Цей філіал був відкритий в 2008 році і складається з двох частин: «Рідна хата» та «Творча, академічна і громадська діяльність М. С. Висоцького»[5].
- Музей етнографії і побуту кінця XIX — початку XX ст. в селі Вялешина-1.

## Галерея

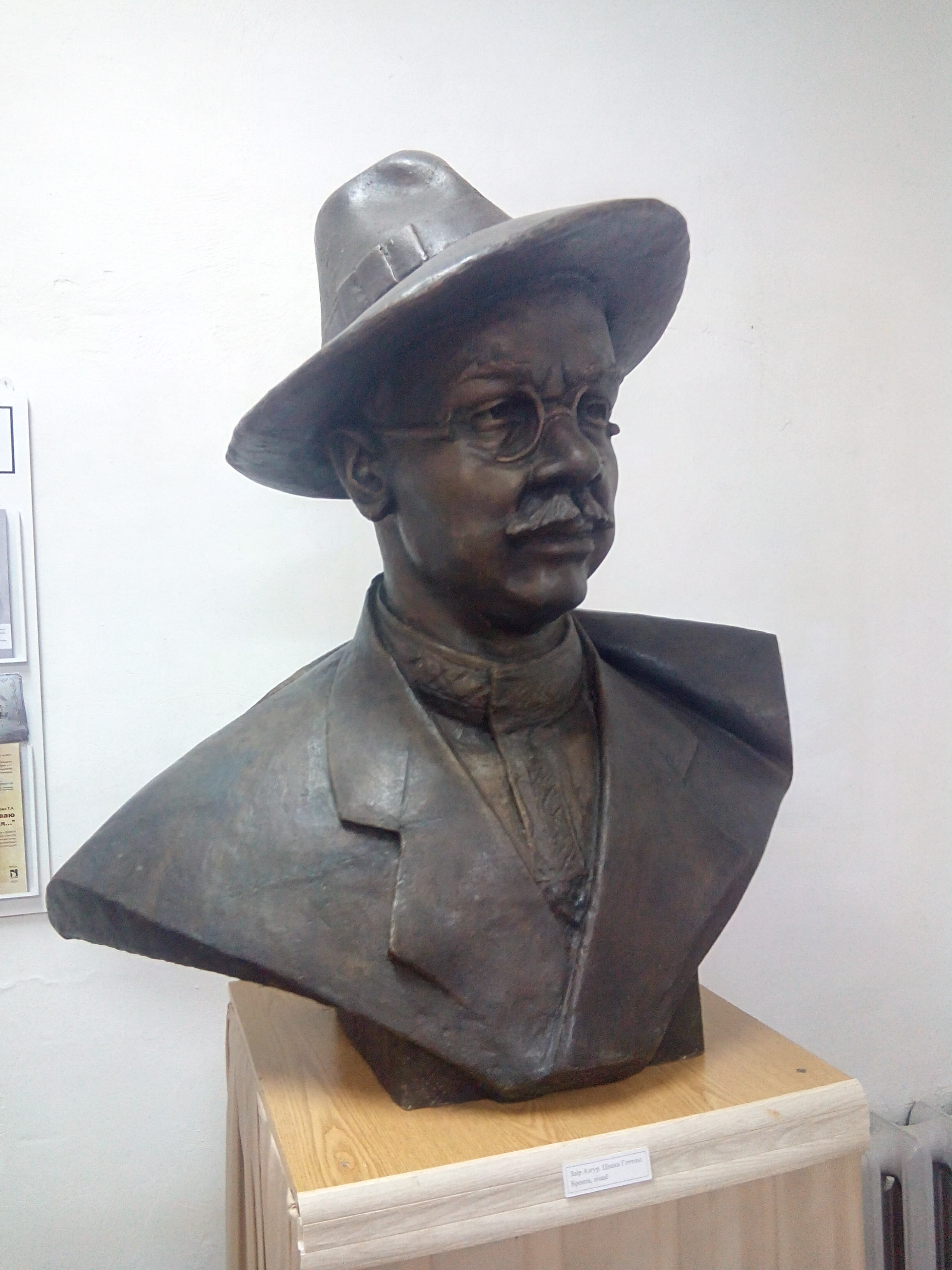
Погруддя білоруського письменника та громадського діяча Дмитра Жилуновича
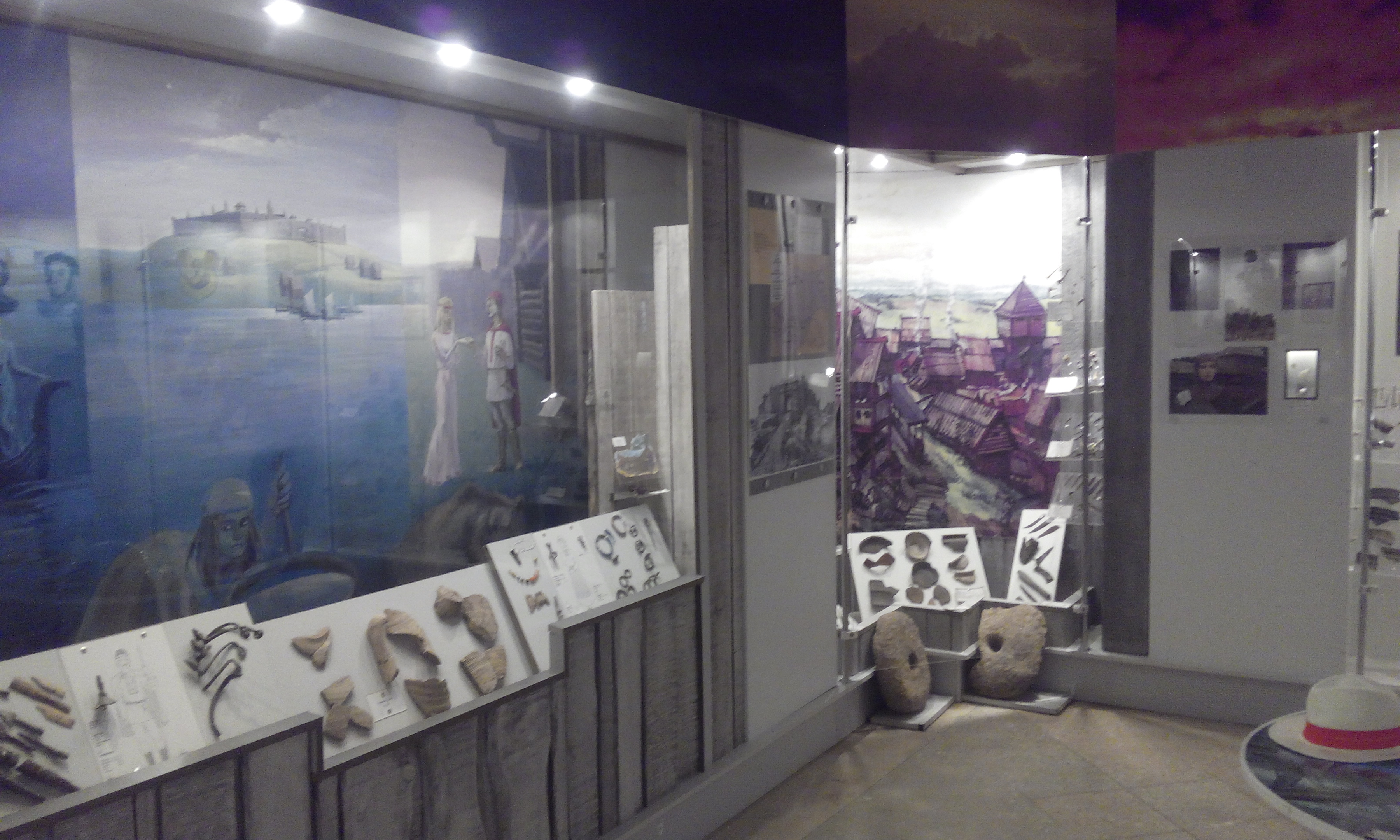
Археологічна експозиція
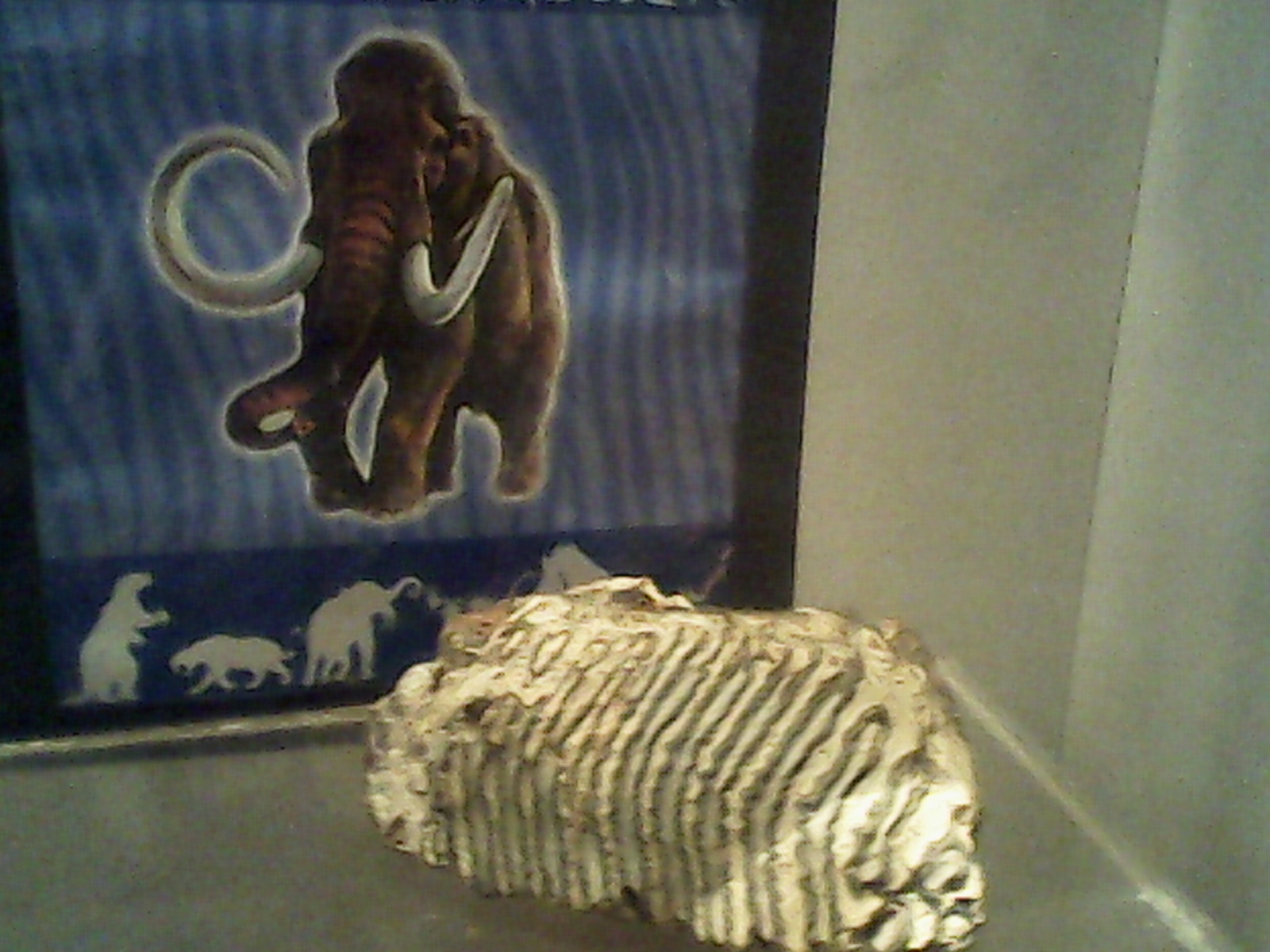
Зуб мамонта
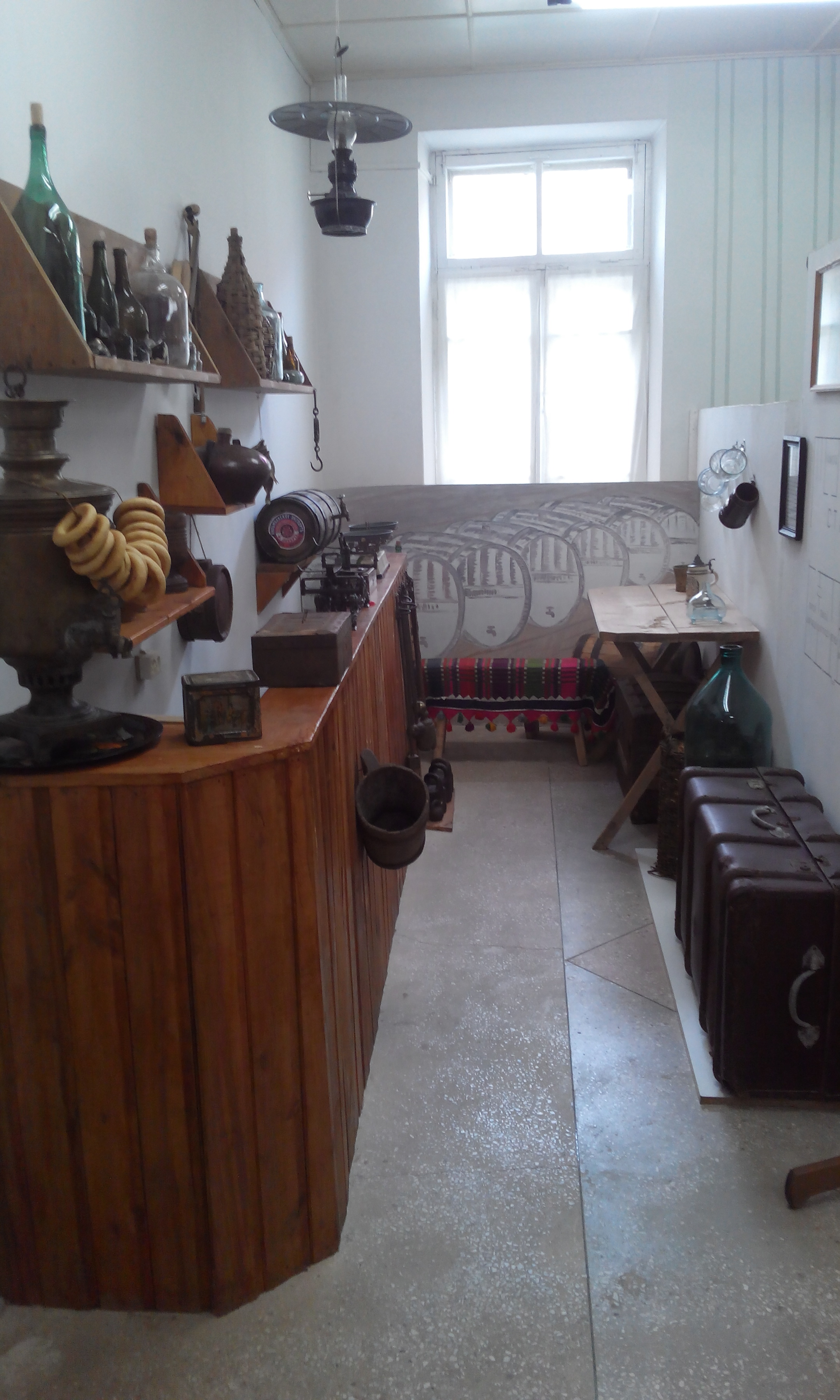
Шинок XIX сторіччя
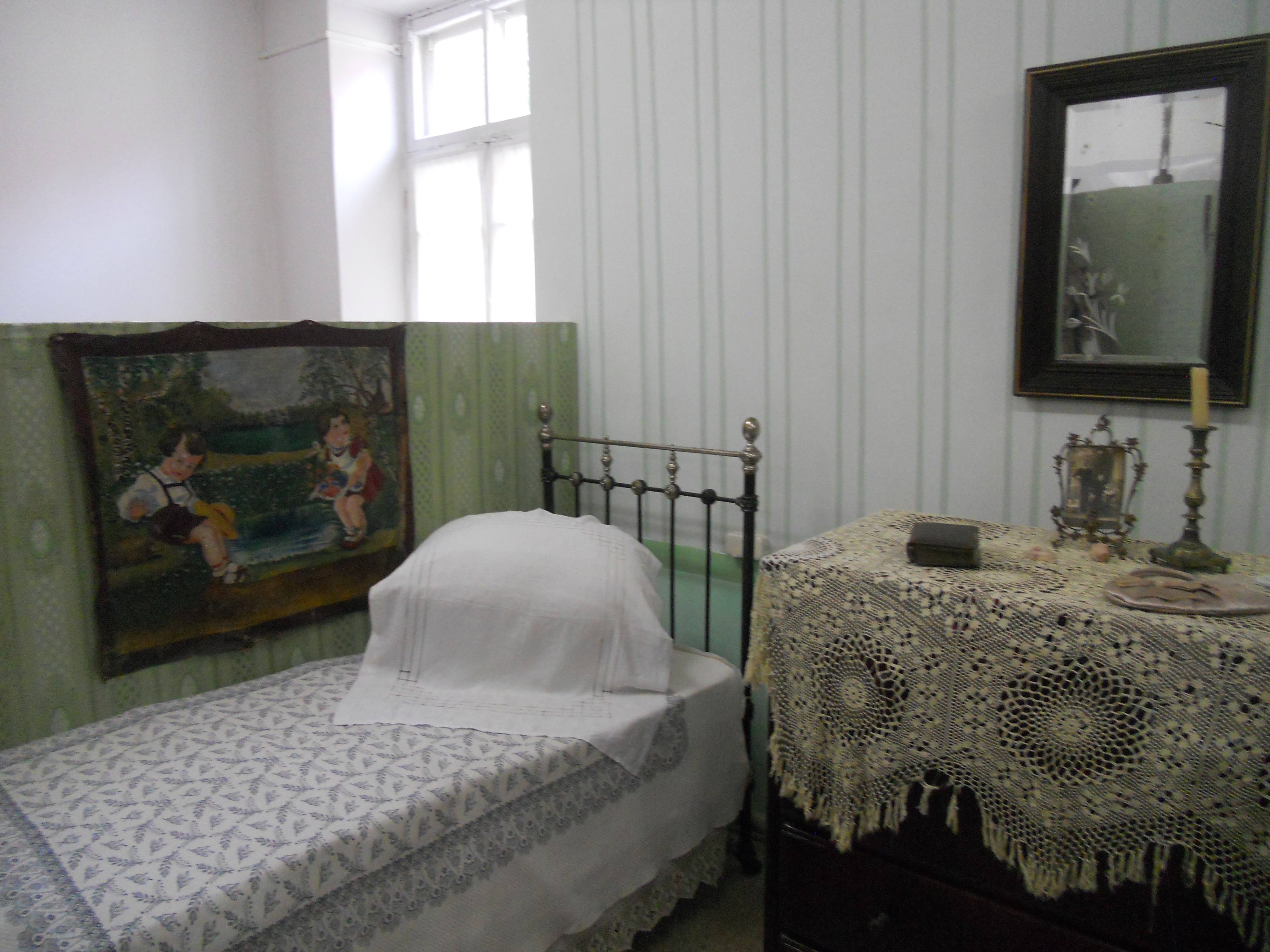
Побут початку XX сторіччя
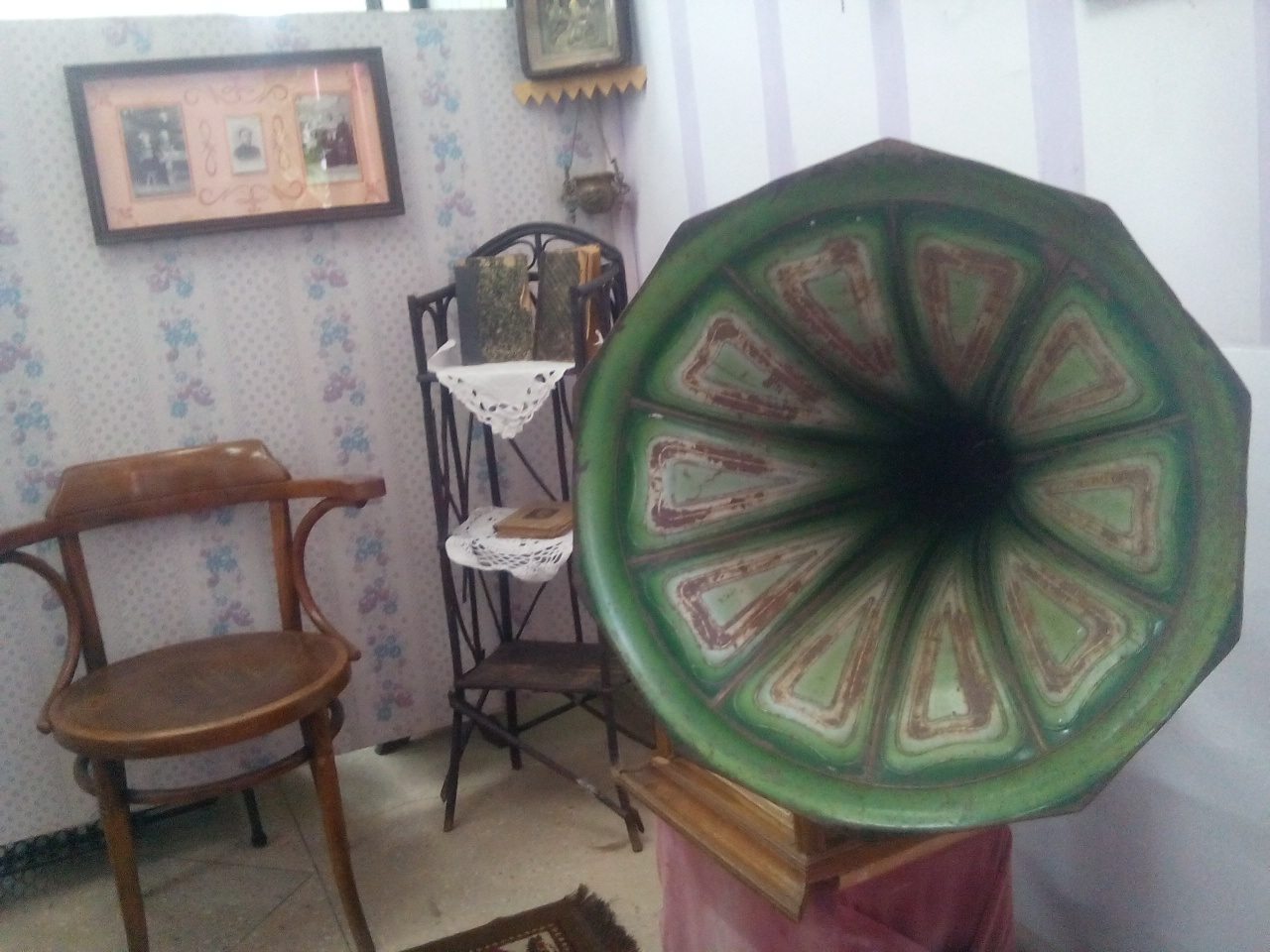
Побут початку XX сторіччя
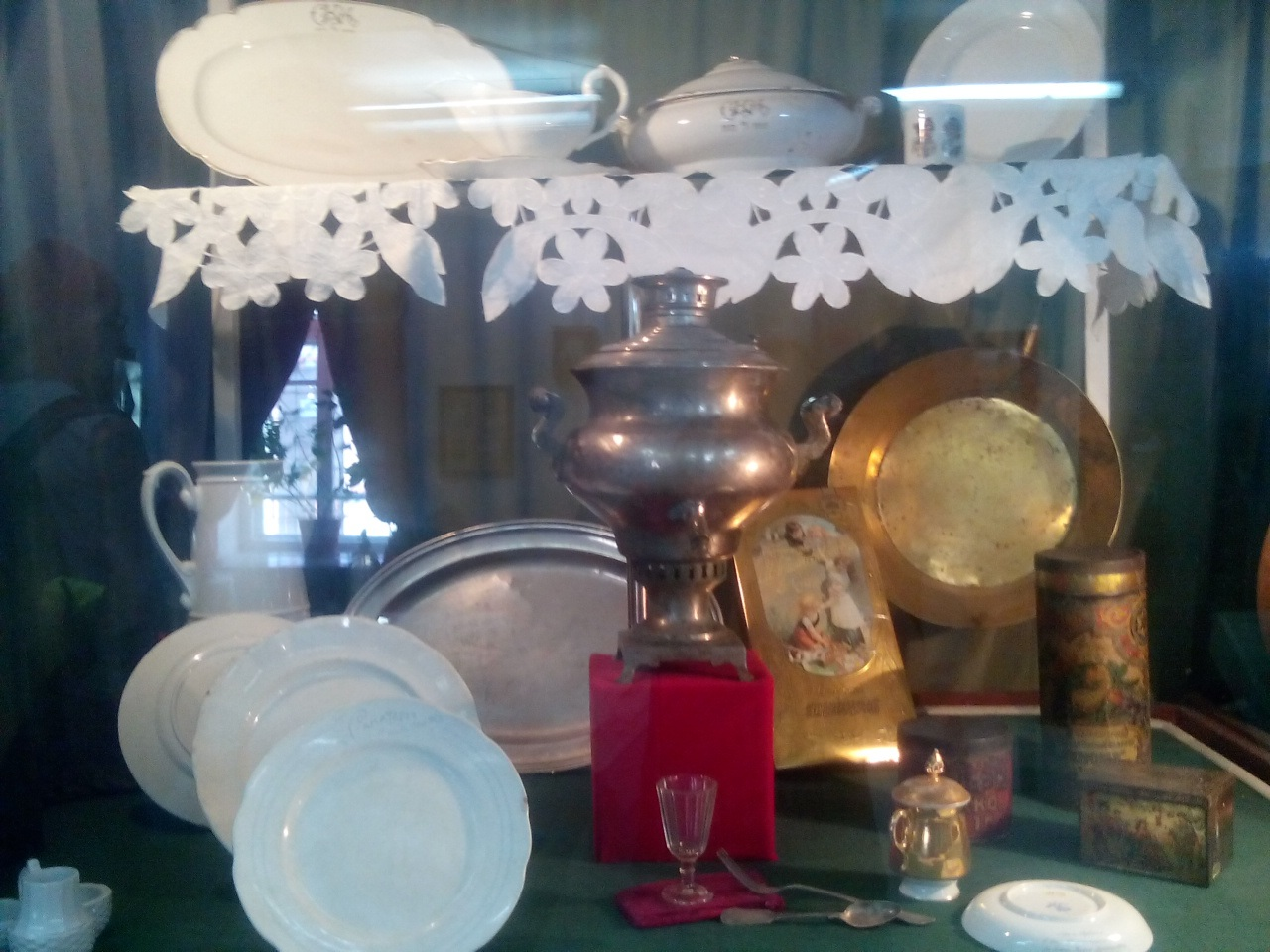
Посуд початку XX сторіччя
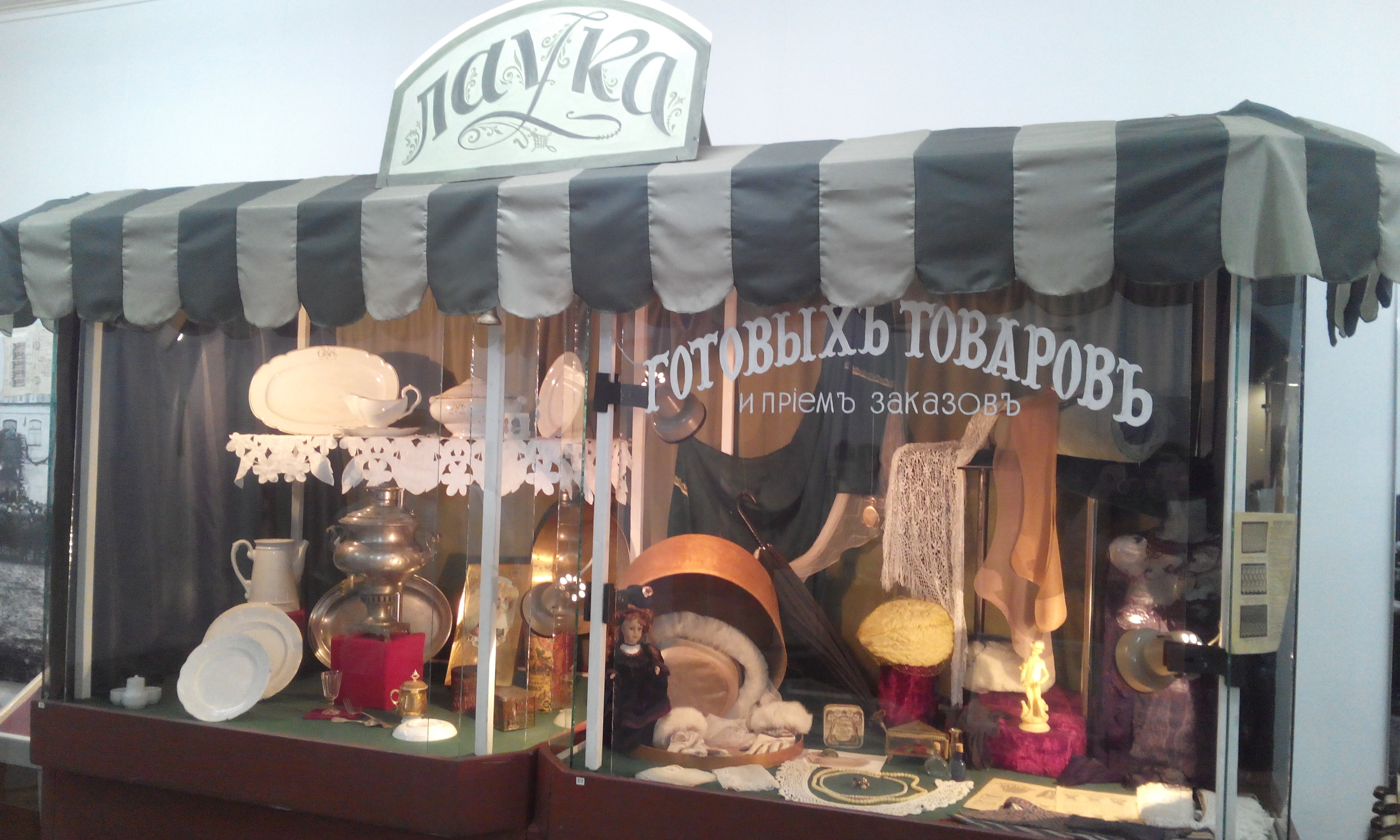
Крамнична вітрина початку XX сторіччя
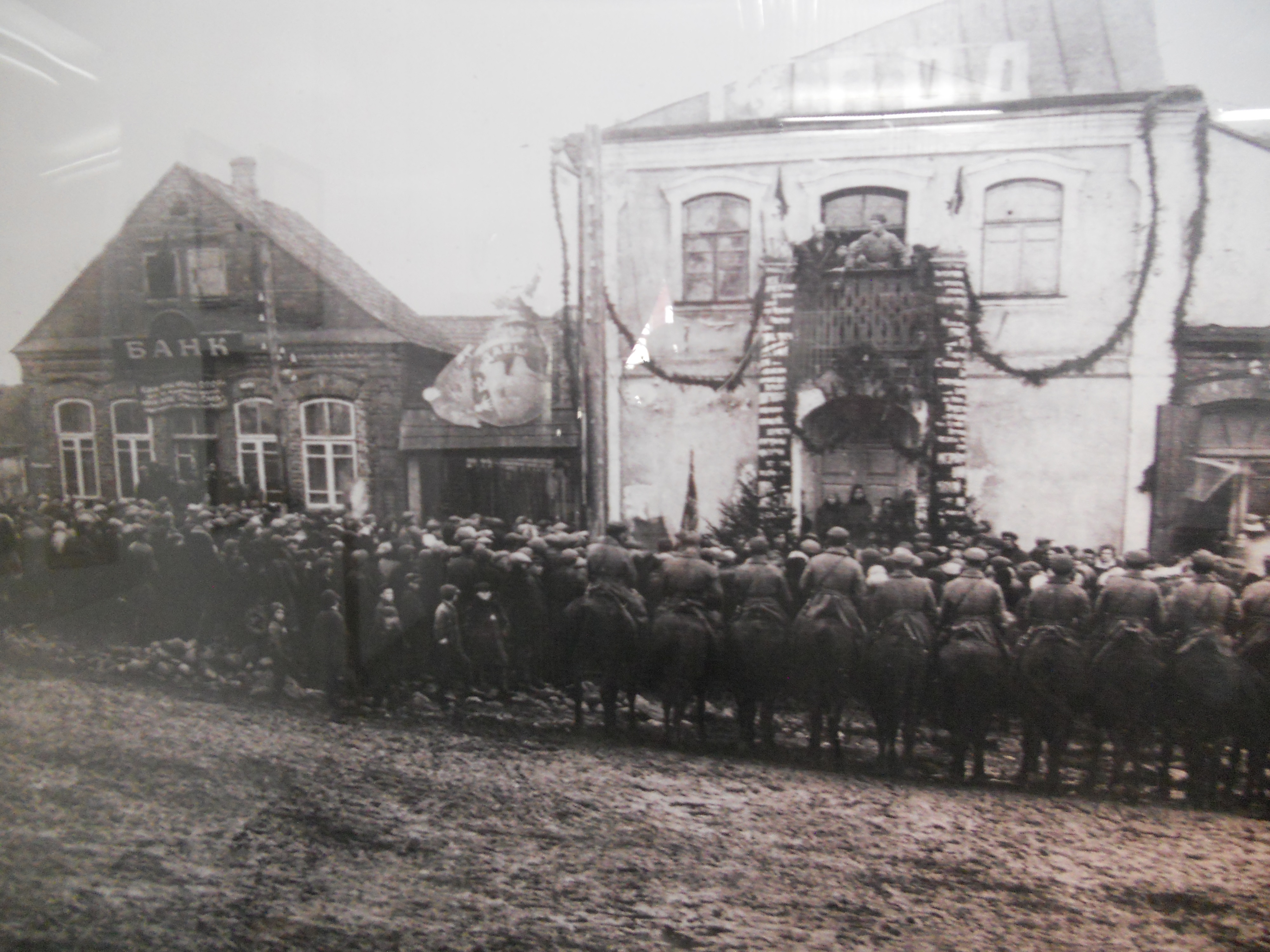
Фотографія центральної площі Копиля в радянські часи